# Lliga romanesa de futbol
La Lliga romanesa de futbol, anomenada oficialment Liga I o Divizia A, és la màxima divisió futbolística romanesa. En els darrers anys la competició ha rebut les següents denominacions comercials:
- 1998, Divizia A Ursus[1]
- 2004, Divizia A Bürger[2]
- 2008, Liga I Realitatea[3]

A data de 2008 la lliga està composta per 18 clubs. Els dos darrers classificats són descendits a segona divisió (Divizia B / Liga 2), i són reemplaçats pels dos millors clubs d'aquesta categoria. El campió i segon classificat a la lliga es classifiquen per disputar la Lliga de Campions. El tercer classificat es classifica per la Copa de la UEFA.

## Història
La competició es disputà per primer cop la temporada 1909-10. No és fins al 1921-22 que es disputa el primer campionat nacional de veritat (Campionatul Naţional), amb la participació dels diferents campions regionals. La competició es disputava per eliminatòries. A partir de 1932 la competició es comença a disputar en format de lliga, tot i que les edicions de 1932-33, 1933-34 i 1937-38, es disputà en dos grups, amb una final entre els dos campions de cada grup. Durant la Primera i Segona Guerra Mundial la competició no es disputà.

## Historial
Font:
- 1909-10:  Olympia Bucarest (1)
- 1910-11:  Olympia Bucarest (2)
- 1911-12:  United Ploiesti (1)
- 1912-13:  Colentina Bucarest (1)
- 1913-14:  Colentina Bucarest (2)
- 1914-15:  Româno-Americana Ploiesti (1)
- 1915-16:  Prahova Ploiesti (1)
- 1916-17: no es disputà
- 1917-18: no es disputà
- 1918-19: no es disputà
- 1919-20:  Venus Bucarest (1)
- 1920-21:  Venus Bucarest (2)
- 1921-22:  Chinezul Timisoara (1)
- 1922-23:  Chinezul Timisoara (2)
- 1923-24:  Chinezul Timisoara (3)
- 1924-25:  Chinezul Timisoara (4)
- 1925-26:  Chinezul Timisoara (5)
- 1926-27:  Chinezul Timisoara (6)
- 1927-28:  Coltea Brasov (1)
- 1928-29:  Venus Bucarest (3)
- 1929-30:  Juventus Bucarest[a] (1)
- 1930-31:  UD Resita (1)
- 1931-32:  Venus Bucarest (4)
- 1932-33:  Ripensia Timisoara (1)
- 1933-34:  Venus Bucarest (5)
- 1934-35:  Ripensia Timisoara (2)
- 1935-36:  Ripensia Timisoara (3)
- 1936-37:  Venus Bucarest (6)
- 1937-38:  Ripensia Timisoara (4)
- 1938-39:  Venus Bucarest (7)
- 1939-40:  Venus Bucarest (8)
- 1940-41:  Unirea Tricolor Bucarest (1)
- 1941-42: no es disputà[b]
- 1942-43: no es disputà[c]
- 1943-44: no es disputà[d]
- 1944-45: no es disputà
- 1945-46: no es disputà
- 1946-47:  IT Arad (1)
- 1947-48:  IT Arad (2)
- 1948-49:  IC Oradea (1)
- 1950:  Flamura Rosie Arad (3)
- 1951:  CCA Bucarest (1)
- 1952:  CCA Bucarest (2)
- 1953:  CCA Bucarest (3)
- 1954:  Flamura Rosie Arad (4)
- 1955:  Dinamo Bucarest (1)
- 1956:  CCA Bucarest (4)
- 1957: no es disputà[e]
- 1957-58:  Petrolul Ploiesti (2)
- 1958-59:  Petrolul Ploiesti (3)
- 1959-60:  CCA Bucarest (5)
- 1960-61:  CCA Bucarest (6)
- 1961-62:  Dinamo Bucarest (2)
- 1962-63:  Dinamo Bucarest (3)
- 1963-64:  Dinamo Bucarest (4)
- 1964-65:  Dinamo Bucarest (5)
- 1965-66:  Petrolul Ploiesti (4)
- 1966-67:  Rapid Bucarest (1)
- 1967-68:  Steaua Bucarest (7)
- 1968-69:  UT Arad (5)
- 1969-70:  UT Arad (6)
- 1970-71:  Dinamo Bucarest (6)
- 1971-72:  Argeş Piteşti (1)
- 1972-73:  Dinamo Bucarest (7)
- 1973-74:  Universitatea Craiova (1)
- 1974-75:  Dinamo Bucarest (8)
- 1975-76:  Steaua Bucarest (8)
- 1976-77:  Dinamo Bucarest (9)
- 1977-78:  Steaua Bucarest (9)
- 1978-79:  Argeş Piteşti (2)
- 1979-80:  Universitatea Craiova (2)
- 1980-81:  Universitatea Craiova (3)
- 1981-82:  Dinamo Bucarest (10)
- 1982-83:  Dinamo Bucarest (11)
- 1983-84:  Dinamo Bucarest (12)
- 1984-85:  Steaua Bucarest (10)
- 1985-86:  Steaua Bucarest (11)
- 1986-87:  Steaua Bucarest (12)
- 1987-88:  Steaua Bucarest (13)
- 1988-89:  Steaua Bucarest (14)
- 1989-90:  Dinamo Bucarest (13)
- 1990-91:  Universitatea Craiova (4)
- 1991-92:  Dinamo Bucarest (14)
- 1992-93:  Steaua Bucarest (15)
- 1993-94:  Steaua Bucarest (16)
- 1994-95:  Steaua Bucarest (17)
- 1995-96:  Steaua Bucarest (18)
- 1996-97:  Steaua Bucarest (19)
- 1997-98:  Steaua Bucarest (20)
- 1998-99:  Rapid Bucarest (2)
- 1999-00:  Dinamo Bucarest (15)
- 2000-01:  Steaua Bucarest (21)
- 2001-02:  Dinamo Bucarest (16)
- 2002-03:  Rapid Bucarest (3)
- 2003-04:  Dinamo Bucarest (17)
- 2004-05:  Steaua Bucarest (22)
- 2005-06:  Steaua Bucarest (23)
- 2006-07:  Dinamo Bucarest (18)
- 2007-08:  CFR Cluj (1)
- 2008-09:  FC Unirea Urziceni (1)
- 2009-10:  CFR Cluj (2)
- 2010-11:  FC Oțelul Galați (1)
- 2011-12:  CFR Cluj (3)
- 2012-13:  Steaua Bucarest (24)
- 2013-14:  Steaua Bucarest (25)
- 2014-15:  Steaua Bucarest (26)
- 2015-16:  Astra Giurgiu (1)
- 2016-17:  Viitorul Constanța (1)
- 2017-18:  CFR Cluj (4)
- 2018-19:  CFR Cluj (5)
- 2019-20:  CFR Cluj (6)
- 2020-21:  CFR Cluj (7)
- 2021-22:  CFR Cluj (8)
- 2022-23:  Farul Constanța (1)
- 2023-24:  FC FCSB (27)
- 2024-25:  FC FCSB (28)